# Roberto Carretero
Roberto Carretero (Madrid, 30 de agosto de 1975) é um ex-tenista profissional espanhol.

## Master Series finais (1-0)
| Resultado | Ano  | Campeonato      | Piso   | Oponente      | Placar             |
| Campeão   | 1996 | Hamburg Masters | Saibro | Àlex Corretja | 2–6, 6–4, 6–4, 6–4 |